# تپه دره حموم
تپه دره حموم مربوط به هزاره ۵ قبل از میلاد - هزاره اول قبل از میلاد است و در شهرستان کوهدشت، بخش مرکزی، دهستان کوهدشت شمالی، ۸۰۰ متری جنوبغرب روستای جعفرآباد واقع شده و این اثر در تاریخ ۲۸ اسفند ۱۳۸۵ با شمارهٔ ثبت ۱۸۸۱۰ به‌عنوان یکی از آثار ملی ایران به ثبت رسیده است.